# Ragnvald Blix
Ragnvald Blix, född 12 september 1882 i Oslo, död 2 maj 1958 i Köpenhamn, var en norsk satirtecknare, känd för sina antinazistiska bilder. Han var son till teologen och språkmannen Elias Blix.

## Biografi
Blix var länge bosatt i Paris och München (1908-18) som tecknare för bland annat Le Rire, La Vie Parisienne och Simplicissimus. Åren 1919-21 utgav han i Oslo skämttidningen Exlex.
Under andra världskriget tecknade Ragnvald Blix antinazistiska karikatyrer under pseudonymen Stig Höök i Göteborgs Handels- och Sjöfartstidning (GHT), där den liberale Torgny Segerstedt var redaktör. Flera av dessa teckningar ingick senare i albumen Stig Höök Anno 1941 och Stig Höök 1942-1944. Det sistnämnda publicerades i maj 1944 och fick positiva recensioner i ett tjugotal svenska tidningar, trots att kriget ännu inte var över. I det ockuperade Danmark publicerades albumet illegalt. Det trycktes på billigt papper och alla inkomster från försäljningen gick till motståndsrörelsen. I albumet fanns Stig Hööks kanske mest kända teckning, Till audiens hos Hitler, som tidigare hade publicerats i GHT den 29 januari 1944. Den visar Quisling som är på väg för att träffa Adolf Hitler. Han lyfter armen i en nazisthälsning och säger "Jag är Quisling", och vakten frågar "Och namnet?". Teckningen bidrog till att namnet Quisling stärktes som en internationell term för förrädare.
Ragnvald Blix blev genom sina teckningar en av de mest kända och betydelsefulla opinionsbildarna i Sverige under kriget och ett stöd och inspiration till motståndsrörelser i Norge och Danmark.
Blix fick flera utmärkelser för sitt arbete, bland annat kung Christian X av Danmarks frihetsmedalj, och den norska statens konstnärsstipendium. Han upptogs även som medlem i Norska Akademien när den grundades 1953.